# Mayer (Minnesota)
Mayer és una població dels Estats Units a l'estat de Minnesota. Segons el cens del 2000 tenia 554 habitants.

## Demografia
Segons el cens del 2000, Mayer tenia 554 habitants, 199 habitatges, i 147 famílies. La densitat de població era de 220,5 habitants per km².
Dels 199 habitatges en un 35,2% hi vivien nens de menys de 18 anys, en un 66,8% hi vivien parelles casades, en un 5% dones solteres, i en un 26,1% no eren unitats familiars. En el 20,1% dels habitatges hi vivien persones soles el 10,6% de les quals corresponia a persones de 65 anys o més que vivien soles. El nombre mitjà de persones vivint en cada habitatge era de 2,78 i el nombre mitjà de persones que vivien en cada família era de 3,26.
Per edats la població es repartia de la següent manera: un 27,1% tenia menys de 18 anys, un 7,9% entre 18 i 24, un 31,2% entre 25 i 44, un 22,4% de 45 a 60 i un 11,4% 65 anys o més.
L'edat mediana era de 35 anys. Per cada 100 dones de 18 o més anys hi havia 101 homes.
La renda mediana per habitatge era de 48.125 $ i la renda mediana per família de 55.000 $. Els homes tenien una renda mediana de 34.375 $ mentre que les dones 26.458 $. La renda per capita de la població era de 18.547 $. Cap de les famílies i el 2% de la població estaven per davall del llindar de pobresa.

## Poblacions més properes
El següent diagrama mostra les poblacions més properes.